# Peter Hasselblad
Peter Hasselblad (Långbro, 20 aprile 1966) è un ex hockeista su ghiaccio svedese, campione di Svezia nel 1994 con la maglia dei Malmö Redhawks.

## Carriera
Hasselblad ha giocato per quasi tutta la sua carriera nei due massimi campionati svedesi. In Elitserien ha indossato dal 1989 al 1991 la maglia del Färjestads BK ed in due periodi, dal 1993 al 1997 e dal 1999 al 2003, quella dei Malmö Redhawks (con cui ha vinto il campionato nel 1994). In seconda serie ha invece militato nell'Örebro HK (1984-1989) e nel Team Boro HC (1991-1992).
Le uniche due stagioni passate lontano dal suo paese furono il 1997-1998, quando giocò in Germania coi Krefeld Pinguine, e il 1998-1999 quando disputò con l'HC Bolzano l'Alpenliga e l'EHL, prima di trasferirsi in Gran Bretagna ai London Knights.

## Statistiche
Statistiche aggiornate.

### Club
| Stagione | Squadra          | Stagione regolare      | Stagione regolare | Stagione regolare | Stagione regolare | Stagione regolare | Stagione regolare | Playoff | Playoff | Playoff | Playoff | Playoff |
| Stagione | Squadra          | Lega                   | P                 | G                 | A                 | Pt                | PIM               | P       | G       | A       | Pt      | PIM     |
| -------- | ---------------- | ---------------------- | ----------------- | ----------------- | ----------------- | ----------------- | ----------------- | ------- | ------- | ------- | ------- | ------- |
| 1984-85  | Örebro IK        | Division 1             | 3                 | 0                 | 0                 | 0                 | 0                 | -       | -       | -       | -       | -       |
| 1985-86  | Örebro IK        | Division 1             | 30                | 3                 | 4                 | 7                 | 16                | 4       | 2       | 1       | 3       | 4       |
| 1986-87  | Örebro IK        | Division 1             | 25                | 0                 | 5                 | 5                 | 16                | 4       | 0       | 0       | 0       | 8       |
| 1987-88  | Örebro IK        | Division 1             | 36                | 6                 | 14                | 20                | 62                | 9       | 2       | 2       | 4       | 14      |
| 1988-89  | Örebro IK        | Division 1             | 34                | 11                | 12                | 23                | 72                | 12      | 3       | 3       | 6       | 20      |
| 1989-90  | Färjestad        | Elitserien             | 36                | 3                 | 6                 | 9                 | 56                | 10      | 1       | 2       | 3       | 12      |
| 1990-91  | Färjestad        | Elitserien             | 40                | 0                 | 7                 | 7                 | 54                | 8       | 0       | 0       | 0       | 14      |
| 1991-92  | Team Boro        | Division 1             | 27                | 2                 | 12                | 14                | 52                | 13      | 1       | 6       | 7       | 26      |
| 1992-93  | Malmö            | Elitserien             | 39                | 4                 | 9                 | 13                | 52                | 6       | 0       | 0       | 0       | 6       |
| 1993-94  | Malmö            | Elitserien             | 37                | 3                 | 7                 | 10                | 50                | 11      | 0       | 0       | 0       | 6       |
| 1994-95  | Malmö            | Elitserien             | 40                | 3                 | 5                 | 8                 | 48                | 9       | 1       | 2       | 3       | 8       |
| 1995-96  | Malmö            | Elitserien             | 34                | 3                 | 7                 | 10                | 38                | 5       | 0       | 0       | 0       | 8       |
| 1996-97  | Malmö            | Elitserien             | 45                | 2                 | 6                 | 8                 | 42                | 4       | 0       | 1       | 1       | 0       |
| 1997-98  | Krefeld Pinguine | DEL                    | 41                | 2                 | 7                 | 9                 | 44                | 10      | 0       | 1       | 1       | 6       |
| 1998-99  | Bolzano          | Alpenliga              | 22                | 4                 | 9                 | 13                | 14                | -       | -       | -       | -       | -       |
|          |                  | European Hockey League | 6                 | 1                 | 3                 | 4                 | 18                | -       | -       | -       | -       | -       |
|          | London Knights   | BISL                   | 18                | 4                 | 5                 | 9                 | 12                | 6       | 0       | 2       | 2       | 6       |
| 1999-00  | Malmö            | Elitserien             | 46                | 3                 | 5                 | 8                 | 48                | 6       | 0       | 1       | 1       | 6       |
| 2000-01  | Malmö            | Elitserien             | 45                | 1                 | 3                 | 4                 | 89                | 9       | 0       | 3       | 3       | 8       |
| 2001-02  | Malmö            | Elitserien             | 50                | 2                 | 5                 | 7                 | 32                | 5       | 0       | 2       | 2       | 2       |
| 2002-03  | Malmö            | Elitserien             | 41                | 1                 | 1                 | 2                 | 20                | -       | -       | -       | -       | -       |
|          | Malmö J20        | SuperElit              | 2                 | 0                 | 0                 | 0                 | 0                 | -       | -       | -       | -       | -       |

## Palmarès

### Club
- Campionato svedese: 1

 Malmö: 1993-94
- Elitserien: 2 secondi posti

 Färjestad: 1989-90, 1990-91